# Championnats d'Amérique du Nord de patinage artistique 1965
Navigation
Édition précédente Édition suivante
Les 21e championnats d'Amérique du Nord de patinage artistique ont lieu au cours du 19 au 21 février 1965 à Rochester dans l'État de New York aux États-Unis. C'est la seconde fois que Rochester organise les championnats nord-américains après l'édition de 1957.
L'évènement est organisé à la patinoire Ritter-Clark de l'Institut de technologie de Rochester pour les figures imposées (Messieurs, Dames et Danse) et les programmes courts (Couples), et au Community War Memorial pour les programmes libres.
Quatre épreuves y sont organisées: messieurs, dames, couples artistiques et danse sur glace.
Le Canada change de drapeau le 15 février 1965, soit quatre jours avant le début de ces championnats nord-américains. Il abandonne le Red Ensign canadien et adopte le drapeau à la feuille d'érable.

## Podiums
| Épreuves                            | Or                            | Argent                             | Bronze                               |
| ----------------------------------- | ----------------------------- | ---------------------------------- | ------------------------------------ |
| Messieurs résultats détaillés       | Gary Visconti                 | Scott Allen                        | Donald Knight                        |
| Dames résultats détaillés           | Petra Burka                   | Peggy Fleming                      | Valerie Jones                        |
| Couples résultats détaillés         | Vivian Joseph / Ronald Joseph | Cynthia Kauffman / Ronald Kauffman | Susan Huehnergard / Paul Huehnergard |
| Danse sur glace résultats détaillés | Lorna Dyer / John Carrell     | Kristin Fortune / Dennis Sveum     | Carole Forrest / Kevin Lethbridge    |

## Tableau des médailles
| Rang  | Nation     | Or | Argent | Bronze | Total |
| ----- | ---------- | -- | ------ | ------ | ----- |
| 1     | États-Unis | 3  | 4      | 0      | 7     |
| 2     | Canada     | 1  | 0      | 4      | 5     |
| Total | Total      | 4  | 4      | 4      | 12    |

## Détails des compétitions

### Messieurs
| Rang | Nom              | Pays       |
| ---- | ---------------- | ---------- |
| 1    | Gary Visconti    | États-Unis |
| 2    | Scott Allen      | États-Unis |
| 3    | Donald Knight    | Canada     |
| 4    | Charles Snelling | Canada     |
| 5    | Tim Wood         | États-Unis |
| 6    | Jay Humphry      | Canada     |

### Dames
| Rang    | Nom               | Pays       |
| ------- | ----------------- | ---------- |
| 1       | Petra Burka       | Canada     |
| 2       | Peggy Fleming     | États-Unis |
| 3       | Valerie Jones     | Canada     |
| 4       | Roberta Laurent   | Canada     |
| 5       | Albertina Noyes   | États-Unis |
| 6       | Carol Noir        | États-Unis |
| 7       | Gloria Tatton     | Canada     |
| 8       | Myrna Bodeck      | États-Unis |
| Forfait | Christine Haigler | États-Unis |

### Couples
| Rang | Nom                                  | Pays       |
| ---- | ------------------------------------ | ---------- |
| 1    | Vivian Joseph / Ronald Joseph        | États-Unis |
| 2    | Cynthia Kauffman / Ronald Kauffman   | États-Unis |
| 3    | Susan Huehnergard / Paul Huehnergard | Canada     |
| 4    | Alexis Shields / Chris Shields       | Canada     |
| 5    | Joanne Heckart / Gary Clark          | États-Unis |
| 6    | Faye Strutt / James Waters           | Canada     |

### Danse sur glace
| Rang | Nom                               | Pays       |
| ---- | --------------------------------- | ---------- |
| 1    | Lorna Dyer / John Carrell         | États-Unis |
| 2    | Kristin Fortune / Dennis Sveum    | États-Unis |
| 3    | Carole Forrest / Kevin Lethbridge | Canada     |
| 4    | Susan Urban / Stanley Urban       | États-Unis |
| 5    | Lynn Matthews / Bryon Topping     | Canada     |
| 6    | Gail Snyder / Wayne Palmer        | Canada     |